# Le Déserteur de l'aube
Pour plus de détails, voir Fiche technique et Distribution.
Le Déserteur de l'aube (暁の脱走, Akatsuki no dassō) est un film japonais réalisé par Senkichi Taniguchi, sorti en 1950. Coécrit par Taniguchi et Akira Kurosawa, le film est basé sur Histoire d'une prostituée de Taijirō Tamura (en). Le film tourne autour d'une liaison tragique entre un soldat impliqué dans la campagne de Mandchourie et une prostituée.
Le film a reçu deux prix du Mainichi. Il a inspiré un remake intitulé Histoire d'une prostituée, réalisé par Seijun Suzuki pour les studios Nikkatsu en 1965.

## Synopsis
Mikami, un soldat japonais servant en Chine, est capturé par les forces chinoises. Bien qu'il parvienne à s'échapper, il est traité avec mépris par ses pairs. Après être tombé amoureux d'une prostituée nommée Harumi, celle-ci le convainc de déserter l'armée et de vivre avec elle.

## Fiche technique
Sauf indication contraire, les informations mentionnées dans cette section peuvent être confirmées par la base de données cinématographiques IMDb,  présente dans la section « Liens externes ».
- Titre original : 暁の脱走 (Akatsuki no dassō?)
- Titre français : Le Déserteur de l'aube[2]
- Réalisation : Senkichi Taniguchi
- Scénario : Senkichi Taniguchi et Akira Kurosawa, d'après le roman Histoire d'une prostituée de Taijirō Tamura (en)
- Musique : Fumio Hayasaka
- Photographie : Akira Mimura (ja)
- Décors : Takashi Matsuyama
- Montage : Toshio Gotō
- Production : Tomoyuki Tanaka
- Sociétés de production : Shintōhō
- Société de distribution : Tōhō
- Pays de production :  Japon
- Langue originale : japonais
- Format : noir et blanc — 1,37:1 — 35 mm
- Genre : drame, guerre
- Durée : 116 minutes
- Dates de sortie :
  - Japon : 8 janvier 1950[3]

## Distribution
- Ryō Ikebe : Mikami
- Yoshiko Yamaguchi : Harumi
- Eitarō Ozawa : adjudant Narita
- Hajime Izu (ja) : sergent Oda
- Haruo Tanaka : sergent Noro
- Setsuko Wakayama (ja) : Kaoru

## Sortie
Le Déserteur de l'aube est sorti au Japon le 8 janvier 1950, distribué par Shintōhō.

## Accueil
Le Déserteur de l'aube a été classé troisième meilleur film japonais de 1950 par les critiques de Kinema Junpō. Le film a reçu deux prix du film Mainichi : meilleure photographie et meilleur son.